# Banklizenz
Unter Banklizenz versteht man im Bankwesen die behördliche Erlaubnis zum Betreiben eines Kreditinstituts oder eines bankähnlichen Unternehmens. Wer Bankgeschäfte betreiben will, bedarf in den meisten Rechtsordnungen einer Genehmigung durch die zuständige Behörde für Bankenaufsicht. Dies ist Teil der Bankenregulierung.

## Allgemeines
Der Grundsatz der Gewerbefreiheit ist weltweit für einige Wirtschaftszweige durchbrochen. Dort, wo der Staat eine Gefährlichkeitsprognose für wahrscheinlich hält, rückt der Gesetzgeber vom Prinzip der Erlaubnisfreiheit ab und unterwirft gewisse wirtschaftliche Betätigungen einer präventiven staatlichen Kontrolle. Diese kann der Staat durch eine Erlaubnis für die Gründung bestimmter Unternehmen gewährleisten. Auch das Finanzwesen gehört zu diesen Wirtschaftszweigen, so dass der Staat für das Betreiben von Kreditinstituten und Versicherungen eine Erlaubnis verlangt.

## Deutschland

### Allgemeines
Der Erlaubnisvorbehalt des Kreditwesengesetzes (KWG) dient dazu, die Funktionsfähigkeit und die Integrität des deutschen Kredit- und Finanzmarkts und damit auch dessen Kunden zu schützen. Dieser Gläubigerschutz erstreckt sich über die Liquiditätssicherung und den in § 6 Abs. 2 KWG genannten Anlegerschutz hinaus auch auf die volkswirtschaftlich wichtige Funktion der Kreditgewährung. So sollen Vorkehrungen auch gegen eine mangelhafte Kreditversorgung und den unerwarteten Entzug von Krediten getroffen werden. Zudem hat der Erlaubnisvorbehalt den Zweck, dass Bankgeschäfte nur von Unternehmen betrieben werden dürfen, die der ständigen Bankenaufsicht unterliegen und Mitglied einer Entschädigungseinrichtung deutscher Banken sind. Es handelt sich um eine so genannte Eingriffsverwaltung, so dass die grundrechtlich geschützte Gewerbefreiheit sowie die allgemeine Handlungsfreiheit beschränkt sind und eine enge Auslegung der gesetzlichen Bestimmungen geboten ist.

### Erteilung
Banklizenz ist in Deutschland der umgangssprachliche Ausdruck für die Erlaubnis zum Betreiben von Bankgeschäften. Es wird bankaufsichtsrechtlich unterschieden zwischen Vollbanklizenz (Einlagenkreditinstitut) und einer Teilbanklizenz (Wertpapierhandelsbank, Zahlungsinstitut, e-Geld-Institut oder sonstiges Institut). Die Vollbanklizenz gestattet die Vornahme aller Bankgeschäfte, während die Teillizenz auf einige oder nur ein Bankgeschäft (etwa Garantiegeschäfte) begrenzt ist.
Einer Erlaubnis bedarf nach § 32 Abs. 1 Satz 1 KWG, wer Bankgeschäfte gewerbsmäßig oder in einem Umfang, der einen in kaufmännischer Weise eingerichteten Geschäftsbetrieb erfordert, im Inland betreiben will. Nach dem Wortlaut und der Systematik der Regelung genügt das Betreiben eines der in § 1 Abs. 1 Satz 2 KWG abschließend aufgezählten Bankgeschäfte. Für das gewerbsmäßige Betreiben des Bankgeschäfts genügt, dass es auf Gewinnerzielung ausgerichtet und auf gewisse Dauer angelegt ist. Zum Betreiben eines Bankgeschäfts gehört nicht allein der Abschluss und die Abwicklung der in Satz 2 der KWG-Regelung aufgezählten Rechtsgeschäfte, sondern bereits die wesentlichen zum Vertragsschluss hinführenden Schritte. Der Begriff des Betreibens ist dem allgemeinen Gewerberecht entlehnt. Dort erstreckt er sich über das rechtsgeschäftliche Handeln hinaus auch auf sonstige unternehmerisch-werbende Tätigkeiten, um eine effiziente Gewerbeaufsicht zu gewährleisten. Entsprechend fordert der Regelungszweck des § 32 Abs. 1 Satz 1 KWG dem BVerwG zufolge eine Auslegung des Betreibensbegriffs, die alle für die Vorbereitung und das Zustandekommen des konkreten Bankgeschäfts wesentlichen Schritte erfasst. Dazu setzt der Erlaubnisvorbehalt nicht erst beim Abschluss einzelner Rechtsgeschäfte an, sondern erfasst die gesamte Geschäftstätigkeit einschließlich der Vorbereitung des konkreten Vertragsabschlusses. Damit beinhaltet die Vorschrift ein präventives Verbot mit Erlaubnisvorbehalt, das bereits bei Vorbereitungshandlungen zu Bankgeschäften ansetzt.

### Versagen
Die Erlaubnis ist nach § 33 Abs. 1 KWG zu versagen, wenn insbesondere das Anfangskapital nicht in ausreichendem Maße zur Verfügung steht oder Inhaber oder Geschäftsleiter unzuverlässig oder fachlich ungeeignet sind. Eine Zulassung kann generell nicht erteilt werden, wenn das Anfangskapital nach Artikel 9 Abs. 1 der Richtlinie 2006/48/EG vom 14. Juni 2006 nicht mindestens 5 Millionen Euro beträgt. Zur fachlichen Eignung gehört, dass die Geschäftsleiter in ausreichendem Maße theoretische und praktische Kenntnisse in den betreffenden Geschäften sowie Leitungserfahrung haben. Eine fachliche Eignung für die Leitung eines Instituts ist regelmäßig anzunehmen, wenn eine dreijährige leitende Tätigkeit bei einem Institut von vergleichbarer Größe und Geschäftsart nachgewiesen wird. Die Zuverlässigkeit eines Inhabers oder Geschäftsleiters ist nach § 1 Abs. 1 der Anzeigenverordnung zum KWG durch Behördenführungszeugnis nachzuweisen. Ziel eines Behördenführungszeugnisses ist, dass auch andere als strafrechtlich relevante Entscheidungen, nämlich auch alle behördliche Entscheidungen eingetragen werden (z. B. Widerruf einer gewerberechtlichen Erlaubnis). Auch beim unbestimmten Rechtsbegriff der persönlichen Zuverlässigkeit kann auf gewerberechtliche Regelungen (§ 35 GewO) zurückgegriffen werden. Außerdem wird gefordert, dass mindestens zwei natürliche Personen als hauptamtliche Geschäftsleiter fungieren müssen („Vier-Augen-Prinzip“). Andere Gründe zur Nichterteilung einer Banklizenz sind nicht zulässig (§ 33 Abs. 3 KWG); die BaFin muss dem Antragsteller binnen sechs Monaten nach Eingang der (vollständigen) Antragsunterlagen ihre Entscheidung mitteilen (§ 33 Abs. 4 KWG).
In § 35 Abs. 1 KWG sind automatische Erlöschensgründe aufgeführt. Danach erlischt die Erlaubnis, wenn von ihr nicht innerhalb eines Jahres seit Erteilung Gebrauch gemacht wird oder das Institut nach § 11 des Einlagensicherungs- und Anlegerentschädigungsgesetzes von der Entschädigungseinrichtung ausgeschlossen worden ist. Fehlt mithin einem Institut der Anlegerschutz, so erlischt automatisch seine Banklizenz. Werden der BaFin Tatsachen bekannt, die die Versagung der Erlaubnis rechtfertigen würden, kann die Erlaubnis aufgehoben werden (§ 35 Abs. 2 Nr. 3 KWG). Verstößt ein Institut nachhaltig gegen gesetzliche Bestimmungen, kann die Erlaubnis ebenso aufgehoben werden (§ 35 Abs. 2 Nr. 6 KWG).

### Entzug
Wenn Bankgeschäfte ohne die nach § 32 KWG erforderliche Erlaubnis betrieben werden, kann nach § 37 Abs. 1 Satz 1 Alt. 1 KWG die Bundesanstalt für Finanzdienstleistungsaufsicht die sofortige Einstellung des Geschäftsbetriebs und die unverzügliche Abwicklung dieser Geschäfte gegenüber dem Unternehmen und den Mitgliedern seiner Organe anordnen. Die Zweigstellen ausländischer Institute werden in § 53 Abs. 1 Satz 1 KWG als Inlandsinstitute fingiert und einer nach § 53 Abs. 2 KWG modifizierten Aufsicht unterworfen. Ein Einschreiten der Aufsicht im Wege der Untersagung ist nach § 37 Abs. 1 Satz 1 KWG vorgezeichnet, wenn das ohne die erforderliche Erlaubnis tätige Kreditinstitut dem Ersuchen, die Geschäftstätigkeit einzustellen, nicht nachkommt. Bei nicht erlaubten Bankgeschäften sieht § 37 Abs. 1 KWG die sofortige Einstellung des Geschäftsbetriebs vor. In § 3 KWG wird bestimmt, welche Bankgeschäfte unzulässig sind. Wird ein Geschäftsbetrieb vorgefunden, der nicht über eine Banklizenz gemäß § 32 KWG verfügt, der Finanzdienstleistungen betreibt oder verbotene Geschäfte vornimmt, so ist die BaFin berechtigt, die sofortige Einstellung und Abwicklung des Geschäftsbetriebes zu erwirken. Die Aufsicht ist zudem berechtigt, einen geeigneten Abwickler einzusetzen (§ 36 Abs. 1 KWG).

### Bezeichnung „Bank“, „Sparkasse“
Das Führen der Bezeichnungen „Bank“, „Bankier“ oder „Sparkasse“ im Firmennamen ist nach § 39 Abs. 1 KWG grundsätzlich nur Kreditinstituten gestattet, die eine Erlaubnis nach § 32 KWG besitzen. Diese spezifische Regelung soll im Handelsverkehr Irreführungen und Täuschungen im Rahmen der Firmenwahrheit über die Art des Geschäfts (§ 18 Abs. 2 HGB) verhindern. Dieser Bezeichnungsschutz soll sowohl Verbraucher als auch Gewerbetreibende vor Irreführungen schützen.

## Österreich
Die Banklizenz wird in Österreich Konzession genannt. Unternehmen, die Bankgeschäfte nach § 1 Abs. 1 BWG betreiben, dürfen nur in der Rechtsform einer AG, GmbH, Genossenschaft, Sparkasse oder SE (nicht aber Personengesellschaften oder Einzelkaufleute) geführt werden. Geschäftsleiter ist nach § 2 Ziffer 1a BWG diejenige natürliche Person, die nach dem Gesetz oder der Satzung zur Führung der Geschäfte und zur organschaftlichen Vertretung des KI nach außen vorgesehen ist. Ein Antrag auf Erteilung der erforderlichen Konzession nach § 5 Abs. 1 Ziffer 1 BWG ist zurückzuweisen, wenn der Antragsteller nicht die vorgeschriebene Rechtsform aufweist. Die Geschäftsleiter sind gegenüber der Aufsichtsbehörde persönlich verantwortlich (§ 39 BWG), bei kollegialer Geschäftsführung trifft dies alle Mitglieder der Geschäftsführung. Die Geschäftsleiter können von der FMA wegen mangelnder persönlicher Zuverlässigkeit abberufen werden (§ 70 Abs. 4 Ziffer 2 BWG).

## Schweiz
Die Banklizenz wird in der Schweiz Bankbewilligung genannt. Die von der Eidgenössischen Finanzmarktaufsicht (FINMA) erteilte Bankenbewilligung steht unter der Bedingung, dass sowohl die Bewilligungsvoraussetzungen des Bankengesetzes als auch die von der Nationalbank festgelegten erweiterten Auskunftspflichten und Mindestanforderungen dauernd eingehalten werden. Die Bewilligung muss vor der Eintragung ins Handelsregister vorliegen (Art. 3 Abs. 1) und wird nur unter den in Art. 3 Abs. 2 Bankengesetz aufgezählten Voraussetzungen erteilt. Nur die eigentliche Banktätigkeit (Vermögensverwaltung) bedarf einer Bewilligung; demgegenüber erfordern Zahlungsverkehr, „Commodity Trading“ und „Trade Finance“ als Nichtkerntätigkeiten keine Bewilligung. Wichtig für das Erteilen einer neuen Banklizenz ist ein glaubwürdiger und werthaltiger Geschäftsplan sowie die personelle Gewähr für eine einwandfreie Geschäftstätigkeit. Nach Art. 26 Bankengesetz kann die FINMA die Geschäftstätigkeit einer Bank einschränken oder die Bank schließen.

## Vereinigtes Königreich
Die Erteilung von Banklizenzen ist im Vereinigten Königreich seit 2013 Aufgabe der PRA.

## Luxemburg
Die Vergabe von Banklizenzen ist in Luxemburg im Gesetz vom 5. April 1993 über die „Zulassung zu den Geschäftstätigkeiten von Kreditinstitutionen und deren Ausübung“ dem Bankengesetz verankert. Eine Banklizenz in Luxemburg muss beim Finanzministerium beantragt werden. Die Genehmigung wird nach Rücksprache mit der luxemburgischen Finanzaufsichtsbehörde Commission de Surveillance du Secteur Financier (CSSF) und der Europäischen Zentralbank (EZB) erteilt.